# Nowy Dwór (powiat chojnicki)
Nowy Dwór – wieś w Polsce położona w województwie pomorskim, w powiecie chojnickim, w gminie Chojnice.
W latach 1975 – 1998 miejscowość należała administracyjnie do województwa bydgoskiego.
Wieś stanowi sołectwo  Nowy Dwór - Cołdanki.
Miejsce urodzenia Bartłomieja Nowodworskiego
Nazwa wsi pochodzi od nazwiska rodu Nowodworskich herbu Nałęcz. Została utworzona w 1908 roku, kiedy ostatni właściciel majątku Nowodworskich – Heidin – sprzedał go komisji kolonizacyjnej i wyemigrował do Niemiec.
Nowy Dwór położony jest w południowej części Gminy Chojnice. Długotrwały proces migracji przyczynił się do dużego zróżnicowania mieszkańców pod względem etnograficznym.
W obecnej chwili w sołectwie Nowy Dwór – Cołdanki mieszka około 300 osób. Znaczna ich część znalazła zatrudnienie w pobliskich Chojnicach. Około 40% mieszkańców utrzymuje się z rolnictwa. Dużą grupę stanowią bezrobotni, emeryci i renciści.
W sołectwie Nowy Dwór – Cołdankach znajduje się zabytki: dwór, obelisk postawiony dla upamiętnienia miejsca urodzenia Bartłomieja Nowodworskiego, cmentarze oraz „Boże męki”.
Cmentarz Żołnierzy Radzieckich – w czasie II wojny światowej Armia Czerwona chowała swoich żołnierzy w miejscu, gdzie polegli. W roku 1946 ekshumowano groby z okolicznych lasów i ustalono, że w Gminie Chojnice powstanie jeden cmentarz żołnierzy radzieckich w miejscowości Nowy Dwór.
Połączenie z miastem Chojnice umożliwiają autobusy komunikacji miejskiej (linia nr 0,10).